# Bayraktar Kızılelma
Bayraktar Kızılelma (tur. Muharip İnsansız Uçak Sistemi) – projekt tureckiego, bezzałogowego, bojowego aparatu latającego (ang. unmanned combat aerial vehicle – UCAV) o cechach utrudnionej wykrywalności.

## Historia

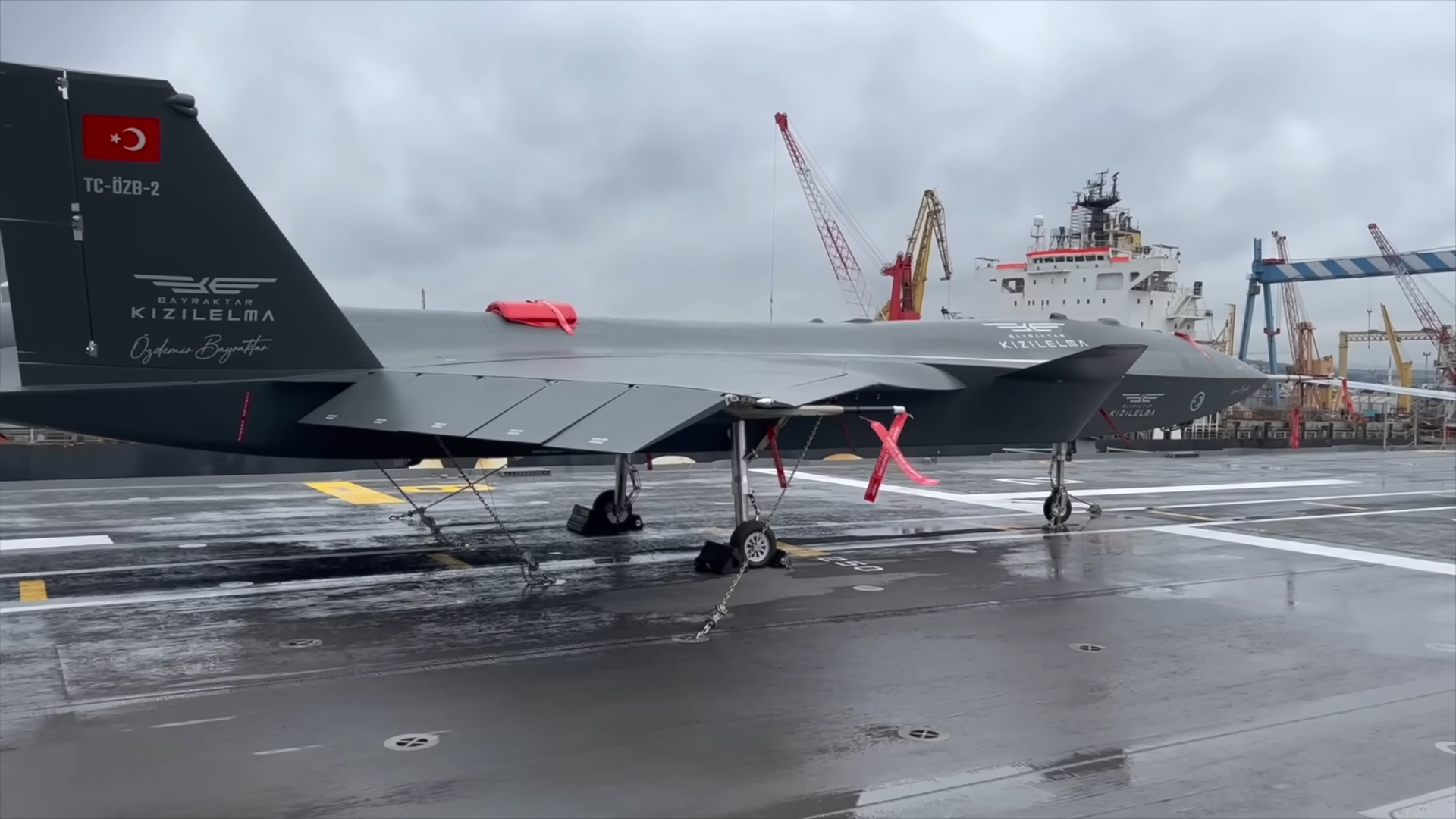
Bayraktar Kızılelma na pokładzie TCG „Anadolu”

Prace koncepcyjne nad nowym bezzałogowym aparatem latającym z napędem odrzutowym rozpoczęto w 2013 roku. Pierwsze wstępne rysunki nowej maszyny tureckiego producenta zostały ujawnione dopiero 20 lipca 2021 roku. Projekt powstaje w ramach programu MIUS (tur. Muharip İnsansız Uçak Sistemi). 12 marca 2022 roku ujawniono nazwę jaką otrzymał samolot – Kızılelma, co oznacza „czerwone jabłko”. Sformułowanie zostało zaczerpnięte z poematu, którego autorem jest Ziya Gökalp. Nowa bojowa maszyna będzie mieć cechy utrudniające jej wykrycie, między innymi wewnętrzne komory uzbrojenia, materiały konstrukcyjne i lakiernicze oraz kształt kadłuba obniżające skuteczną powierzchnię odbicia radiolokacyjnego. Tym niemniej, w trakcie realizacji misji nie wymagającej skrytego podejścia, Bayraktar MIUS ma być wyposażony w zewnętrzne węzły do podwieszania uzbrojenia. Samolot ma charakteryzować się dużą prędkością poddźwiękową, ale w trakcie rozwoju projektu producent planuje osiągnięcie prędkości naddźwiękowej przez samolot. Harmonogram prac przewiduje ukończenie pierwszego prototypu w 2023 roku. Kızılelma ma dysponować klasycznym systemem łączności radiowej jak również układem satelitarnym, do łączności pozahoryzontalnej. Awionika samolotu ma być wyposażona w elementy sztucznej inteligencji. Obok standardowych elektrooptycznych systemów obserwacyjnych, producent deklaruje wyposażenie samolotu w radar z aktywnym elektronicznym skanowaniem fazowym (AESA – ang. active electronically scanned array). 
W listopadzie 2021 roku turecka wytwórnia zawarła porozumienie z ukraińskim producentem silników lotniczych firmą Iwczenko-Progress, w jej ramach, strona ukraińska dostarczy silniki, które posłużą do napędu samolotu. Planuje się wykorzystanie kilku wersji jednostek napędowych. Pierwszą z nich jest turbowentylatorowy silnik AI-25TLT bez dopalacza. Jednostka dysponująca ciągiem 16,9 kN ma zostać użyta w wersji oznaczonej jako Kızılelma-A, pozbawionej możliwości lotu z prędkością naddźwiękową. Drugi silnik, turbowentylatorowy AI-322F, dysponujący ciągiem 24,5 kN bez dopalacza i 44,1 kN z dopalaniem, ma posłużyć do napędu wersji Kızılelma-B, zdolnej do lotu z prędkością naddźwiękową. W dalszych planach jest budowa wersji dwusilnikowej aparatu Kızılelma-C, napędzanej dwiema jednostkami AI-322F. Pomimo zaangażowania ukraińskiego producenta silników, Turcy planują wykorzystanie również własnej konstrukcji silnikowej, jednostki TEI TF-6000 dysponującej ciągiem 26,69 kN bez dopalania i 44,48 kN z dopalaczem. Jest ona jedna na wstępnym etapie prac zatem jej zastosowanie będzie potencjalnie możliwe dopiero w przyszłości. Pomimo rosyjskiej inwazji na Ukrainę, zdaniem tureckim źródeł, dostawy ukraińskich jednostek napędowych odbywają się bez zakłóceń. 17 września 2022 roku, Turcy poinformowali o pierwszym, zakończonym sukcesem teście integracji silnika z płatowcem.
Bayraktar Kızılelma ma cechować się bardzo dużą autonomicznością i manewrowością. Będzie zdolny do samodzielnego prowadzenie operacji startu i lądowania jak również operowania z krótkich dróg startowych. Będzie mieć również możliwość realizacji zadań we współpracy z załogowymi maszynami. Koncepcja bliskiej współpracy maszyny załogowej z bezzałogowymi platformami określana jest mianem tzw. lojalnego skrzydłowego (ang. loyal wingman). Równolegle opracowywany turecki myśliwiec wielozadaniowy 5 generacji o obniżonej skutecznej powierzchni odbicia radarowego TAI TF-X ma dysponować możliwością wymiany danych z bezzałogowcem, jak również, Kızılelma będzie mógł przejąć wykonanie części wysokiego ryzyka zadań od załogowego myśliwca.
Bayraktar Kızılelma będzie mieć zdolność operowania z pokładów okrętów lotniczych, wyposażonych w rampę startową. Dzięki temu będzie mógł wejść w skład wyposażenia bojowego tureckiego uniwersalnego okrętu desantowego–lotniskowca TCG Anadolu. Jest to o tyle istotnie, iż po zakupie przez Turcję rosyjskiego systemu S-400 Triumf (pierwsze elementy systemu zostały dostarczone 12 lipca 2019 roku) kraj został wykluczony z amerykańskiego programu Joint Strike Fighter Program. Tym samym Turcja nie otrzyma samolotów Lockheed Martin F-35 Lightning II, które miały wejść w skład lotniczego komponentu TCG Anadolu. Aparaty mają planowo trafić na pokład okrętu w 2025 roku. Start z pokładu ma być realizowany bez dodatkowego wspomagania, z kolei lądowanie zapewni aerofiniszer.
W sierpniu 2022 roku, ujawniono iż docelowo mają powstać cztery latające prototypy samolotu. Pojedyncze maszyny Kızılelma-A i Kızılelma-B oraz dwa, dwusilnikowe Kızılelma-C.
14 grudnia 2022 roku, prototyp Kızılelma-A o znakach TC-ÖZB został oficjalnie oblatany. Nadane znaki upamiętniały Özdemira Bayraktara, założyciela firmy Baykar. Nie był to jednak pierwszy lot samolotu, gdyż wcześniej – podczas prób kołowania maszyny po pasie i płycie lotniska – oderwała się ona od ziemi, wzbijając na wysokość kilku metrów.

## Uzbrojenie
Maszyna będzie zdolna do wykonywania misji uderzeniowych bliskiego wsparcia, niszczenia nieprzyjacielskiej obrony przeciwlotniczej, systemów radiolokacyjnych, jak również misji przeciwlotniczych. Producent przewiduje zastosowanie szerokiej gamy uzbrojenia lotniczego powietrze-powierzchnia i powietrze-powietrze. Wśród nich mają się znaleźć między innymi naprowadzane radarowo pociski rakietowe typu powietrze-powietrze Gökdoğan. Krótkiego zasięgu, naprowadzane na podczerwień pociski powietrze-powietrze Bozdoğan. Przeciwradarowe Akbaba oraz warianty kierowanych bomb HGK-82/83/84.

## Konstrukcja
Maszyna została zaprojektowana w układzie kaczki. Niewielkie przednie powierzchnie sterowe zainstalowano z przodu górnych krawędzi wlotów powietrza do silnika. Skrzydła o trapezowym obrysie. Tylne usterzenie motylkowe, przymocowane do burt kadłuba. Z ujawnionych informacji wynika, iż maszyna dysponuje chowanym podwoziem z przednim podparciem, każda z goleni zaopatrzona została w pojedyncze koło. Kızılelma ma być napędzany pojedynczym silnikiem odrzutowym.